# Didymocyrtis cladoniicola
Didymocyrtis cladoniicola is een korstmosparasiet behorend tot de familie Phaeosphaeriaceae. Hij parasiteert op het gevorkt heidestaartje (Cladonia furcata).

## Verspreiding
In Nederland komt Didymocyrtis cladoniicola zeer zeldzaam voor.